# Ciniflella iguazu
Espèce
Ciniflella iguazu est une espèce d'araignées aranéomorphes de la famille des Zoropsidae.

## Distribution
Cette espèce se rencontre en Argentine dans la province de Misiones et au Brésil au Rio Grande do Sul, au Santa Catarina et au Paraná,

## Description
Le mâle holotype mesure 3,80 mm et la femelle paratype 3,44 mm.

## Systématique et taxinomie
Cette espèce a été décrite par Brescovit, Grismado, Almeida-Silva et Ramírez en 2025.

## Étymologie
Son nom d'espèce lui a été donné en référence au lieu de sa découverte, le parc national d'Iguazú.

## Publication originale
- Brescovit, Grismado, Almeida-Silva & Ramírez, 2025 : « On the Neotropical spider genus Ciniflella Mello-Leitão, 1921 (Araneae: Zoropsidae, Tengellinae). » Zootaxa, no 5563(1), p. 345-381.